# Xot de São Tomé
El xot de São Tomé (Otus hartlaubi) és una espècie d'ocell de la família dels estrígids (Strigidae). Habita la selva humida de l'illa de São Tomé, al golf de Guinea. El seu estat de conservació es considera de vulnerable.